# لحبيب أيوب
لحبيب سيد أحمد، المعروف بلقب لحبيب أيوب (1951 - 1 نوفمبر 2022) هو مقاتل صحراوي وأحد مؤسسي جبهة البوليساريو. قاد العديد من النزاعات قبل عودته إلى المغرب عام 2002.

## سيرة شخصية
ولد في تفاريتي بالصحراء الإسبانية عام 1951 وخدم في الجيش الملكي الإسباني.

### جبهة البوليساريو
في عام 1973، أصبح من الأعضاء المؤسسين لجبهة البوليساريو التي تهدف إلى تحرير الصحراء الغربية من الحكم المغربي، وكان مقربًا من الوالي مصطفى السيد، الذي أصبح فيما بعد رئيسًا للجمهورية العربية الصحراوية الديمقراطية، وعضو في اللجنة التنفيذية للشرطة الصحراوية من 1976 إلى 1989. ثم أصبح وزيراً للأراضي الواقعة في الصحراء الغربية.

### إنجازاته
خلال حرب الصحراء الغربية، قاد العديد من المعارك؛ وفي 30 سبتمبر 1973، قاد هجومًا على القوات الإسبانية في قاعدة بالقرب من أمكالة؛ وفي ديسمبر 1975، قاد غارة في حوزة ضد القوات المغربية؛ وبعد وفاة الوالي مصطفى، سافر إلى نواذيبو في 6 يونيو 1976 وحاول اغتيال الرئيس الموريتاني المختار ولد داده؛ وقاد هجمات على الجدار الرملي؛ وقاد معركة كلتة زمور عام 1989. في عام 2001، وبسبب الخلافات مع الرئيس الصحراوي محمد عبد العزيز حول العلاقات مع الجزائر دفعه إلى الابتعاد عن الجبهة الوطنية. ليغادر مخيمات تندوف إلى مالي وانضم إلى مختار بلمختار. وفي أكتوبر 2002، عاد إلى المغرب في عهدم الملك محمد السادس. ترك أيوب خلفه والدته وثلاثة من أشقائه في معسكر بأوسرد، رغم أن زوجته انضمت إليه قبل إعلان عودته.

### وفاته
توفي لحبيب أيوب في 1 نوفمبر 2022.